# Forges du Saint-Maurice
Cet article concerne le lieu historique. Pour la série télévisée, voir Les Forges de Saint-Maurice.
Les forges du Saint-Maurice furent le premier établissement industriel au Canada. On y fabriquait de la fonte et du fer pour tous les usages de l'époque. Elles étaient situées sur la rive sud-ouest de la rivière Saint-Maurice, au nord de la ville de Trois-Rivières. Établies en 1730, ces forges ont fonctionné durant plus de 150 ans au cours du XVIIIe siècle et du XIXe siècle. Elles furent reconnues comme lieu historique national le 28 octobre 1919.

## Histoire

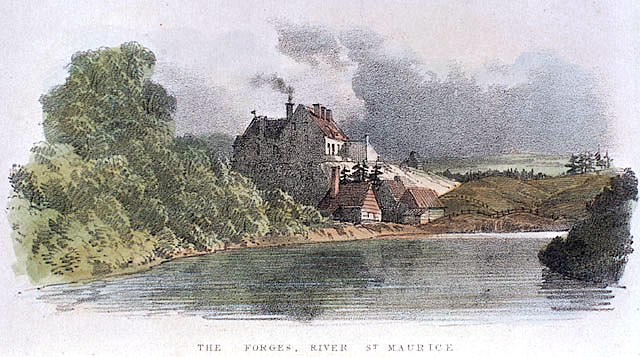
Les vieilles forges, Canada-Est, 1841-1842.
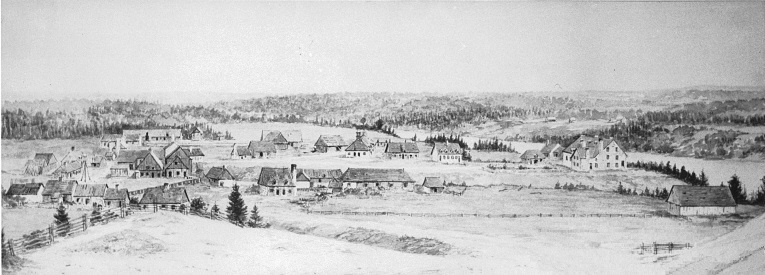
Les Forges du Saint-Maurice, Trois-Rivières, QC, 1888, aquarelle de H. Bunnett.
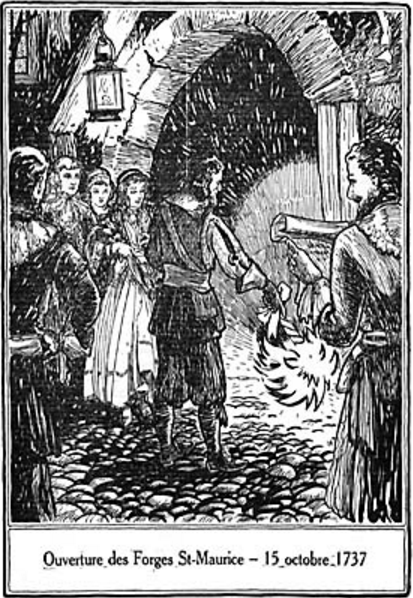
Ouverture des Forges St-Maurice.

On connaissait depuis le XVIIe siècle la richesse en minerai de fer des régions des Trois-Rivières, du Cap-de-la-Madeleine et de Batiscan. Une seigneurie le long de la rive sud-ouest de la rivière des Trois-Rivières, au nord de la ville du même nom, est concédée à Maurice Poulin, sieur de Francheville. Ainsi, la seigneurie et la rivière deviendront connus sous le nom de Saint-Maurice.
Les Forges Saint-Maurice sont fondées par François Poulin de Francheville, qui obtient le 25 mars 1730 un monopole d'exploitation de 20 ans. Il crée en 1733 la Compagnie des Forges de Saint-Maurice. Le maître de forges Pierre-François Olivier de Vézin, originaire de Champagne, en est le premier directeur et met en chantier un établissement de forges complet. Les bâtiments et installations sont construits dans la seigneurie de Saint-Maurice, près de la rive du Saint-Maurice et d'un ruisseau qui s'y jette.
Pour l'établissement industriel, De Vézin fait venir des ouvriers spécialisés, en particulier des régions de Champagne et de Bourgogne, réputées à l'époque pour leurs forges. Ces ouvriers et leurs familles donneront naissance à la communauté industrielle des Forges, où vivaient plus de 400 personnes.
Parmi les investisseurs importants, dans la compagnie des Forges de Saint-Maurice, le directeur de la Ferme d'occident, François-Étienne Cugnet, qui reforme le 16 octobre 1736 une nouvelle compagnie l'associant à Ignace Gamelin, Pierre-François Olivier de Vézin, Jacques Simonet d’Abergemont, son protecteur l'intendant Gilles Hocquart, et un autre maître de forges français, Thomas-Jacques Taschereau. Entre 1735 et 1741, les coûts d’établissement et d’exploitation s’élevèrent à 505 356 livres soit quatre fois plus que les reçus des ventes et de la production, qui totalisaient 114 473 livres. Poursuivi par les créanciers, Cugnet se déclara en faillite personnelle en 1741.
Le manque de capitaux privés occasionna plusieurs demandes d’aide à l’État français: Cugnet et ses partenaires reçurent une avance initiale de 100 000 livres, qui devait être remboursée à même la production. De plus, un marché se trouvait garanti par les chantiers navals du roi à Québec, ainsi que par ceux de Rochefort en France. Si les prévisions avaient été justes, les associés se seraient trouvés dans la position enviable d’avoir financé leur industrie avec les subventions de l’État, sans avoir eu à investir leur propre argent.
Les Forges deviennent propriété du roi en 1742. Après la conquête du Canada, elles passent sous propriété de la Couronne britannique, qui les accorde à bail à des industriels britanniques, pour lesquels travaillent des ouvriers Canadiens-français. Les forges furent fermées définitivement en 1883. Le site fut abandonné pendant près d'un siècle.
Le ministère des Affaires culturelles du Québec acquiert le site en 1963. Il le cède au gouvernement fédéral du Canada en 1973.

### Établissement des forges
C'est en 1729 que Francois Poulin de Francheville, un négociant de Montréal et seigneur de Saint-Maurice fait la demande au roi de France d'exploiter les mines de fer de sa seigneurie, ainsi que celles limitrophes de Grosbois-Est, de Cap-de-la-Madeleine contre une exclusivité de 20 ans pour l'exploitation et la transformation du fer en Nouvelle-France. La proposition de Francheville est acheminée au roi par le gouverneur Beauharnois et l'intendant Gilles Hocquart. Ceux-ci font valoir au roi que l'entreprise n'offre aucun risque au roi et que Francheville saura trouver des associés pour son entreprise. Le roi accorde le 25 mai 1730 son brevet d'exploitation avec des conditions encore plus généreuses que celles demandées, faisant commencer ses privilèges avec le début de l'exploitation, qui devait débuter au plus tard deux ans après le brevet.
Dès qu'il eut la sanction royale, Francheville fit recruter deux ouvriers métallurgistes en France qui arrivent à la fin de 1731. Ces derniers débutent la prospection et testent le minerai à partir du printemps de 1732. Son contremaitre, Jean-Baptiste Labrèche visite la même année les petites forges américaines que Francheville veut utiliser comme modèle pour celle de Saint-Maurice. À son retour, il fait fondre quelques barres de fer qu'il envoie au ministre Maurepas. Le 16 janvier 1733, conscient que l'entreprise représentait un coût élevé pour un seul homme, il crée la Compagnie des Forges du Saint-Maurice où il s'associe avec 4 autres partenaires. Cependant, Francheville meurt subitement le 28 novembre 1733. Hocquart fait signer à son épouse, Thérèse de Couagne, d'assumer les engagements de son époux. La compagnie démarre sa production durant l'hiver 1734. Les quatre employés, peu expérimentés, ne réussirent qu'à fondre par le procédé de réduction directe que 2 000 livres de fer de qualité inégale. De plus au printemps venu, il était rendu évident que le terrain où était située la forge de Francheville était instable. Avouant son inexpérience, Labrèche décide alors d'arrêter l'exploitation.
Bien qu'infructueuse, l’expérience a quand même permis de constater qu'il y a du minerai de qualité en abondance. Hocquart décide d'envoyer en France à l'automne 1734 trois barres de fer ainsi que la maquette des forges de Francheville pour obtenir l'avis d'expert. Ils viendront à la conclusion que les ouvriers avaient manqué de savoir faire. À l'automne 1735, le ministre de la Marine envoie le maître de forges Pierre-François Olivier de Vézin, qui est originaire de Champagne. Après cinq semaines à étudier le site, il recommandera de poursuivre l'exploitation, mais à partir de nouvelles bases qui comprennent la construction d'un haut fourneau. On charge alors Vézin de construire un établissement de forges complète.
Construit entre l'été 1736 et l'automne 1739 sur le modèle des «grosses forges» européennes, le site ne connaîtra pas de changements majeurs avant 1854. Vézin soumet ses observations devant les autorités coloniales, estimant le coût de son projet à 100 000 L. On dissout l'ancienne compagnie et on reconstitue une nouvelle compagnie avec Vézin et deux anciens sociétaires François-Étienne Cugnet et Ignace Gamelin. On donne à la nouvelle compagnie les mêmes avantages consentis à celle de Francheville. La construction a été donnée dans les délais prévus, mais les coûts et conditions emmèneront la compagnie à la faillite seulement à la suite de trois années d'exploitation, soit 1742. Premièrement, Vézin a sous-estimé les rigueurs du climat canadien et accumule les erreurs techniques. Il avait entre autres mal évalué la nature du sol, le niveau élevé de la nappe phréatique qui provoque des problèmes lors de l'allumage du haut fourneau, et le cycle de gel-dégel qui met les fondations à rude épreuve. De plus les crues printanières du Saint-Maurice retardent la collecte des pierres de grès situées sur ses rives.
Un autre problème est la pénurie de main d’œuvre spécialisée. La construction en elle-même mobilise un bon nombre de maçons dans la colonie. Aussi, l'idée de construire une grande maison en pierre a provoqué une surcharge inutile de travaux. Une autre erreur a été d'embaucher les ouvriers précipitamment. Comme au cours de l'été 1736, on dut utiliser les maçons et charpentiers comme bucherons et manœuvres. De plus, l'arrivée hâtive des ouvriers métallurgistes provoque des dépenses inutiles et des problèmes de discipline qui persisteront même après l'ouverture des ateliers.
Lors de sa faillite un 1741, la compagnie avait accumulé une dette de 350 000 L. Elle fit faillite principalement à cause des nombreuses erreurs techniques de Vézin ainsi qu'à la gestion pas assez prudente de Cuget. La production des forges cesse. Le roi récupère ses avances en saisissant l’établissement et seul Cugnet, qui s'était endetté de plus de 140 000 L a été véritablement touché par l'aventure, ce qui le conduit à la faillite personnelle.

### Régie d'État
Une fois que les forges tombent sous le contrôle de l'État français, la France tombe dans une période de conflits qui régulera la gestion de la compagnie. La France s’engage dans la guerre de Succession d'Autriche entre 1741 et 1748 suivie par la guerre de Sept Ans, qui débute en 1754 dans la colonie.

## Lieu historique
Le gouvernement fédéral crée en 1973 sur le site un lieu historique national nommé Forges-du-Saint-Maurice. Les lieux sont l'objet d'un vaste chantier archéologique de 1973 à 1979. Situé à une vingtaine de minutes du centre-ville de Trois-Rivières, le lieu historique commémore l'établissement de la première communauté industrielle au Canada. Le site est vaste et de très nombreux vestiges archéologiques rappellent la naissance et l'évolution de la première industrie sidérurgique canadienne. En 2023, le site, accessible au public, comprend notamment des visites guidées ou libres, des expositions, un spectacle, un programme éducatif et un parcours naturel.

## Divers
Les forges sont à l'origine du nom du boulevard des Forges, une des principales artères de Trois-Rivières.
Les forges ont inspiré un feuilleton télévisé, Les Forges de Saint-Maurice, diffusé à Radio-Canada de 1972 à 1975.
Les forges du Saint-Maurice ont inspiré plusieurs contes et légendes, comme Le Diable des Forges de Louis Fréchette ou Les sabots d'or de Monique Valois.

## Galerie

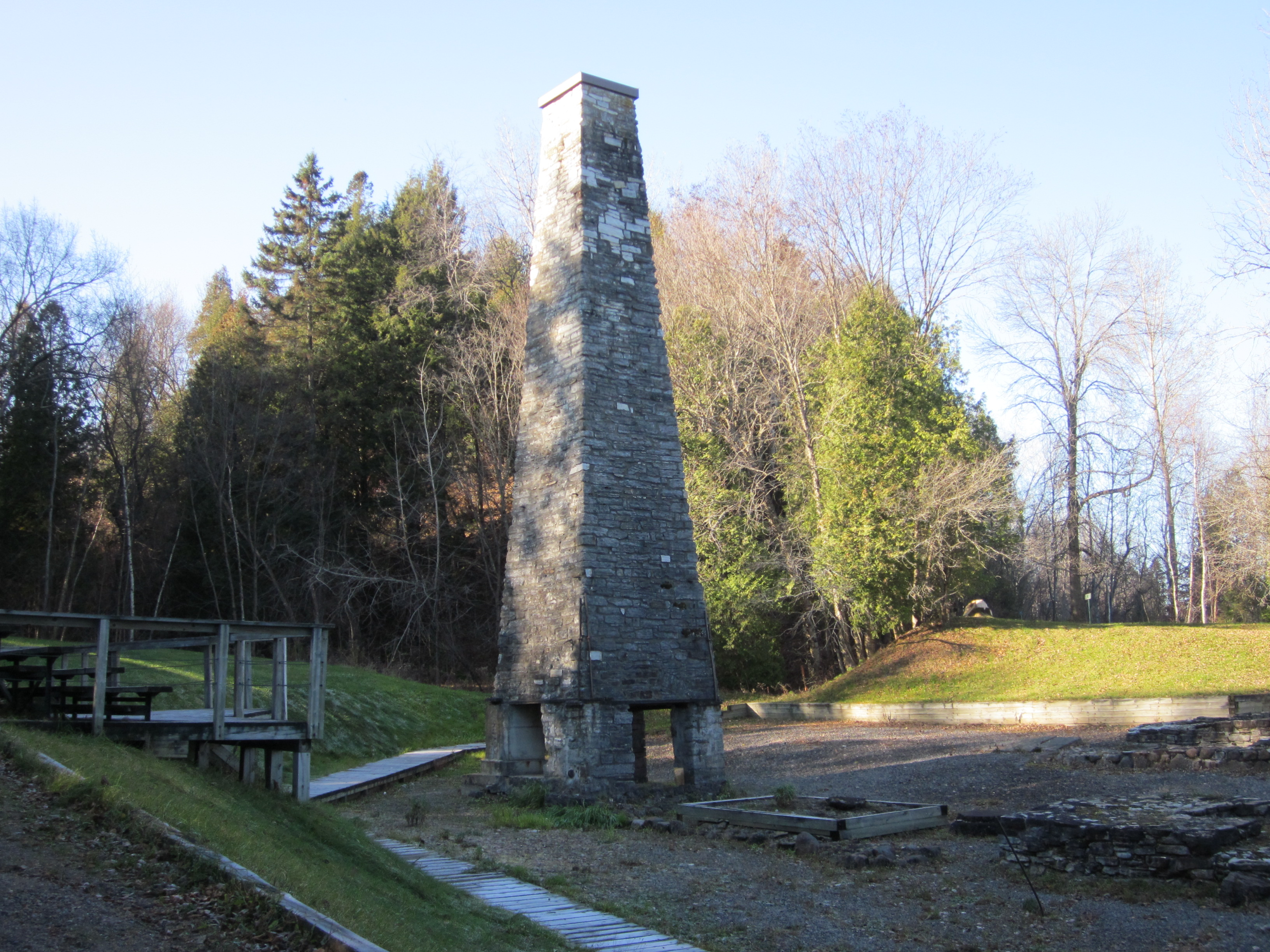
Ruine de la forge basse.
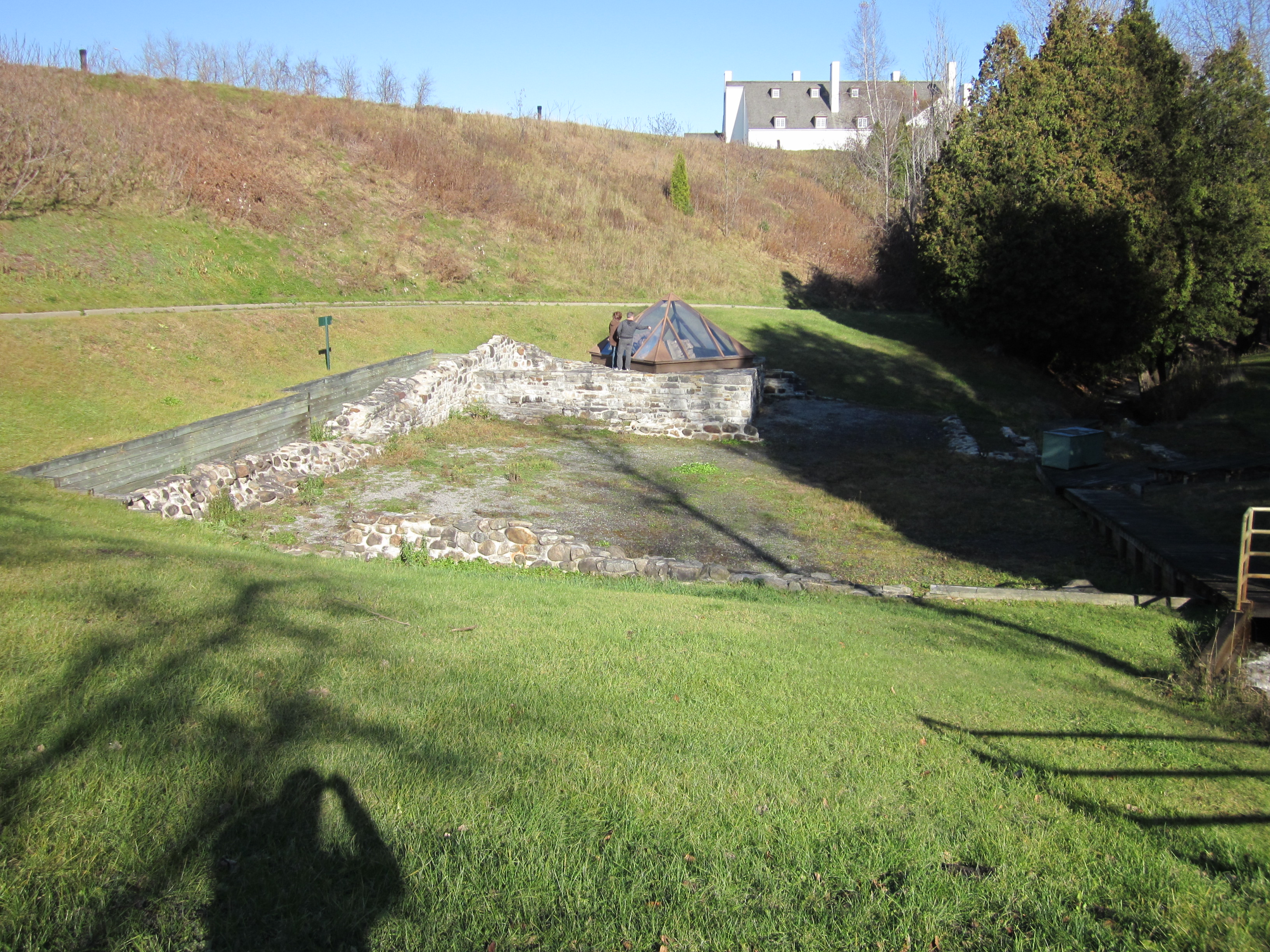
Ruine de la forge haute.
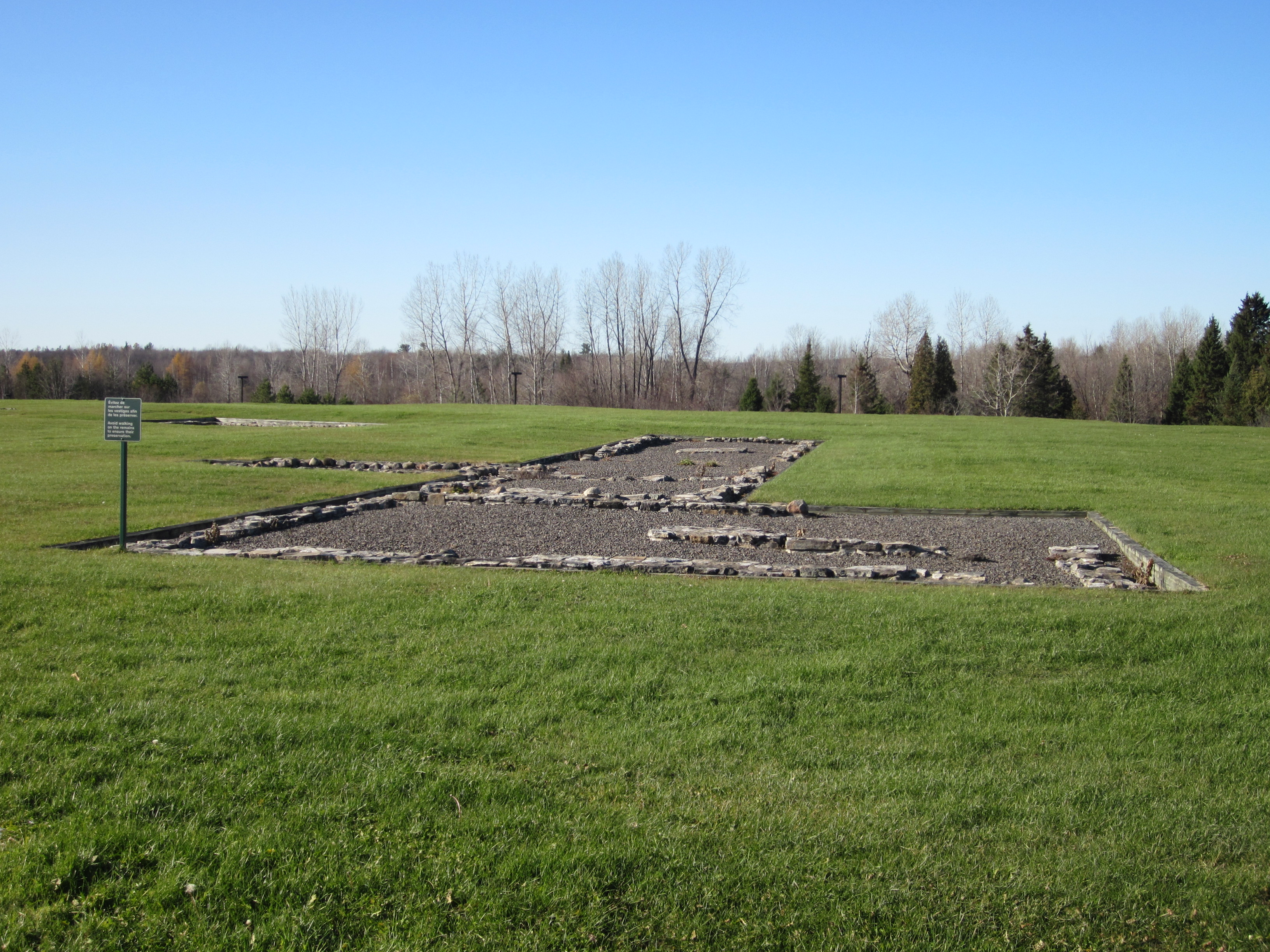
Vestige d’une fondation.
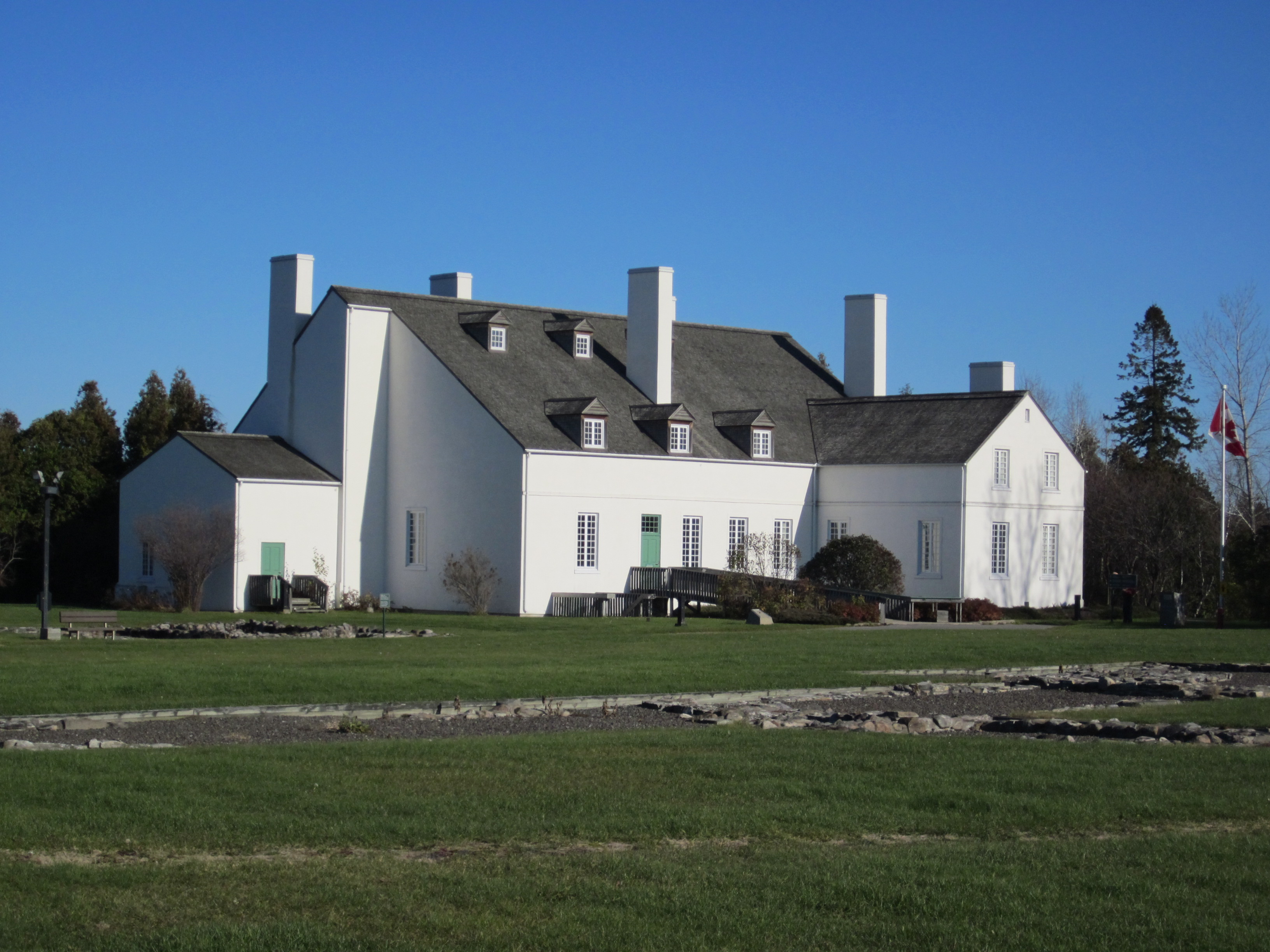
Grande Maison.
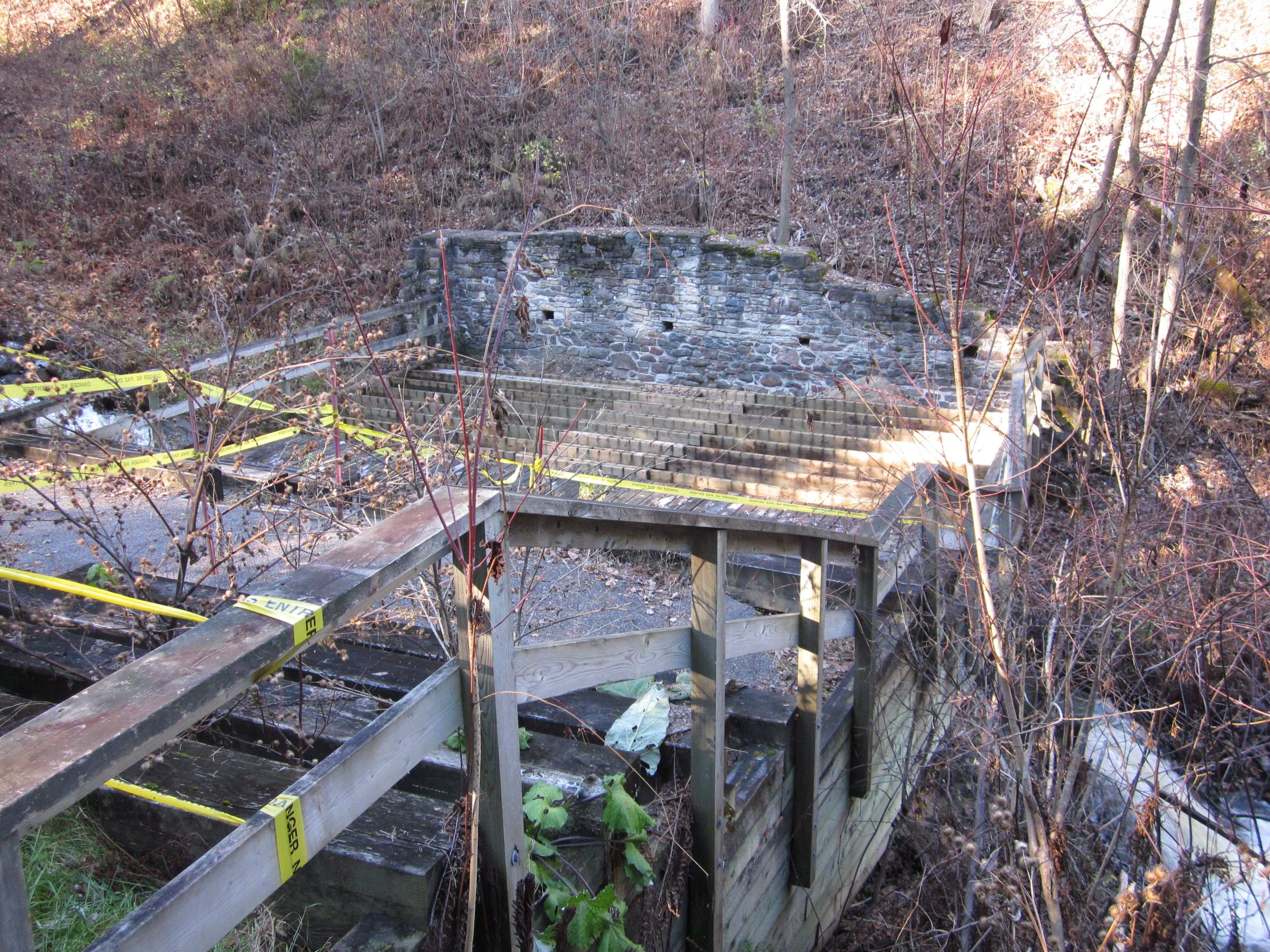
Ruine du moulin.
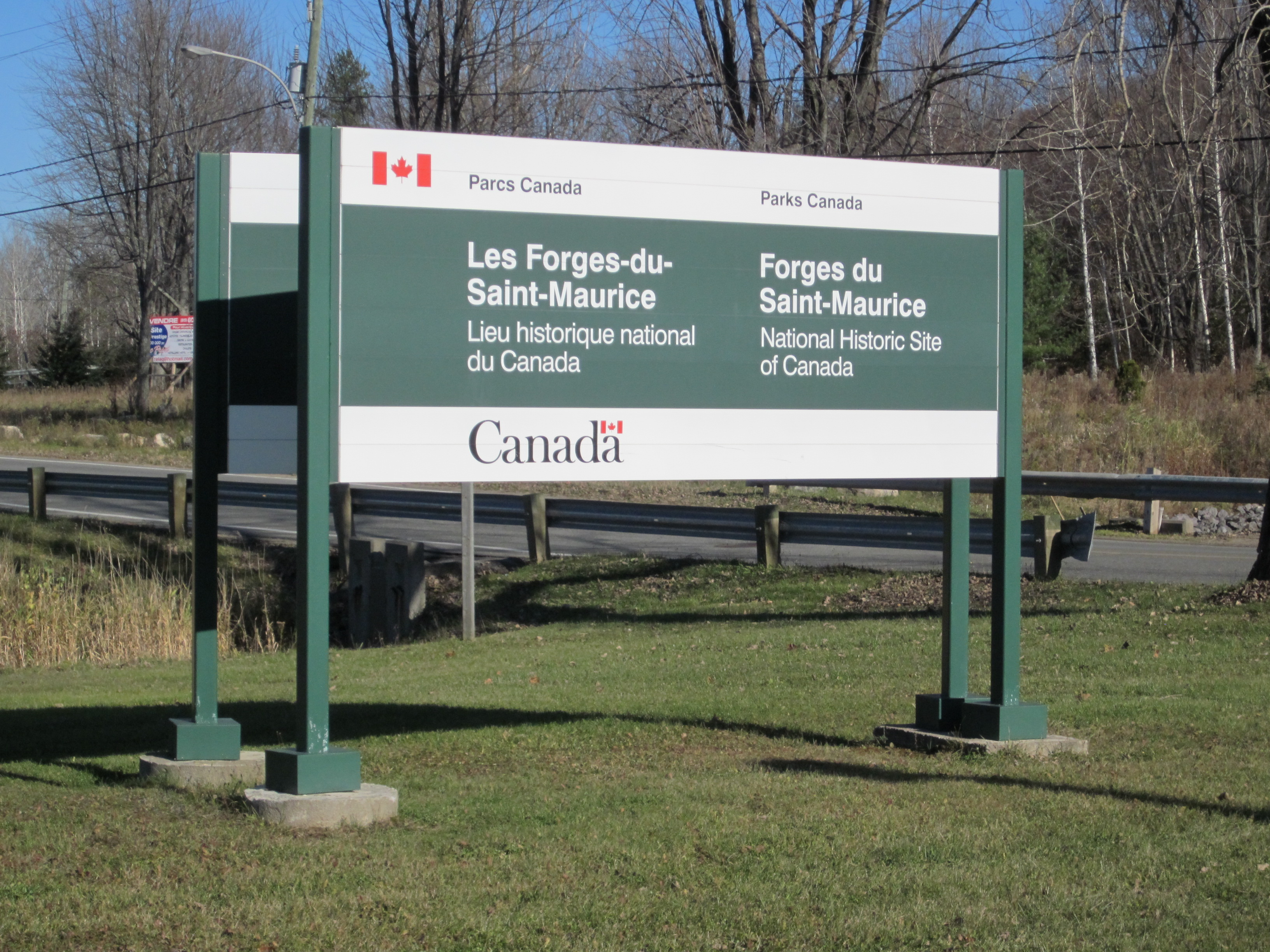
Panneau d’accueil du lieu historique national des Forges-du-Saint-Maurice.

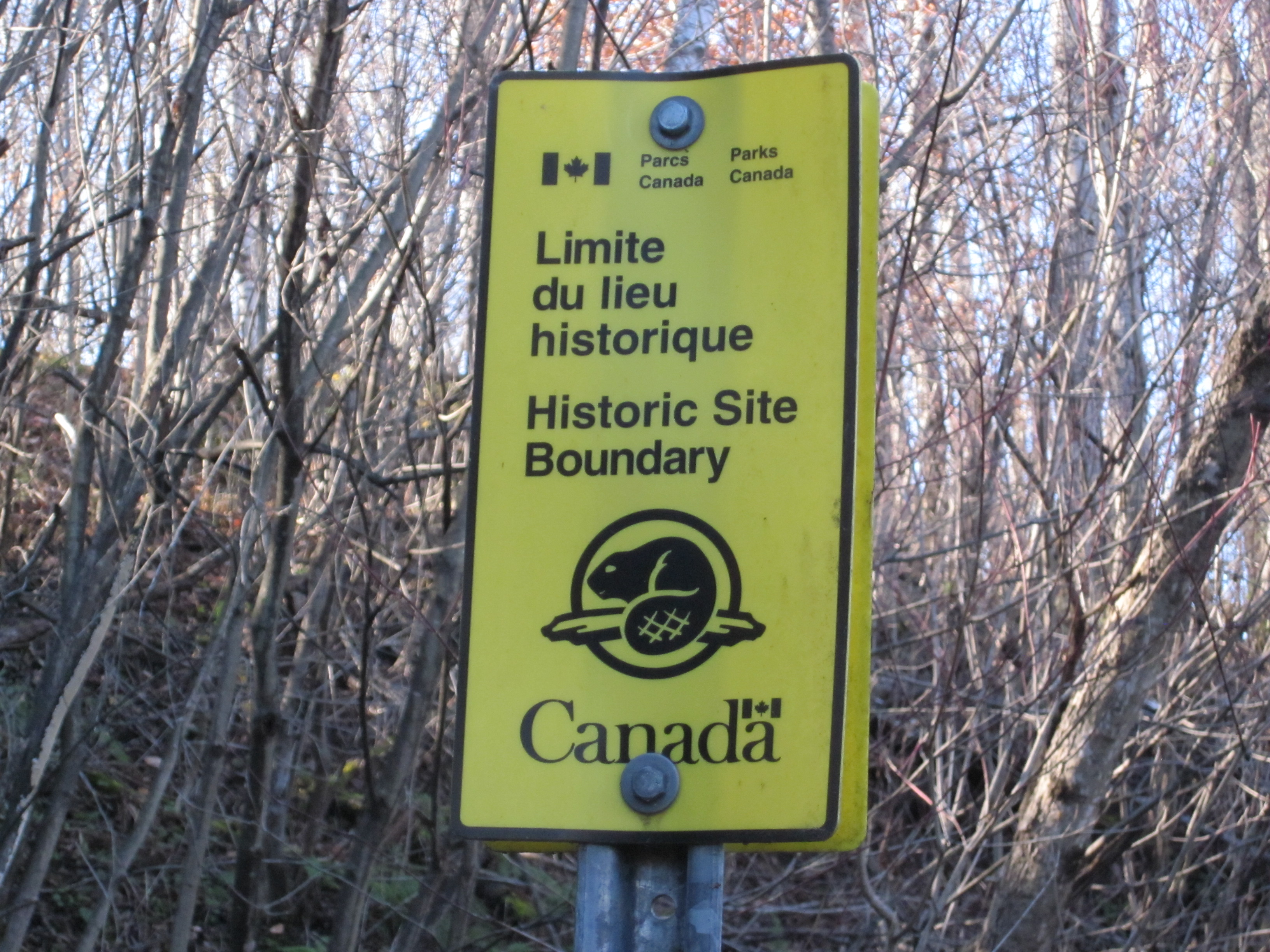
Balise limite.
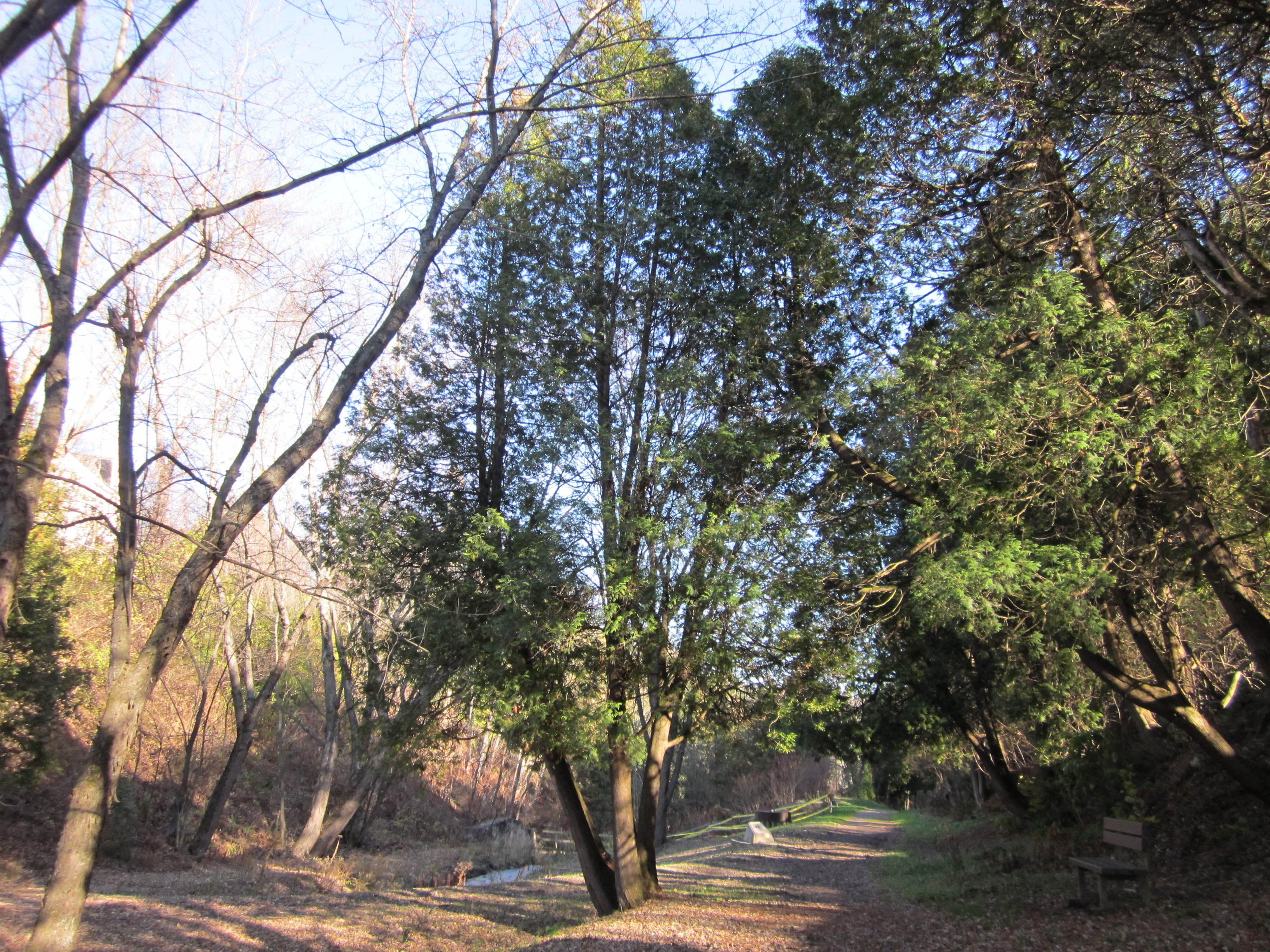
Thuja occidentalis.
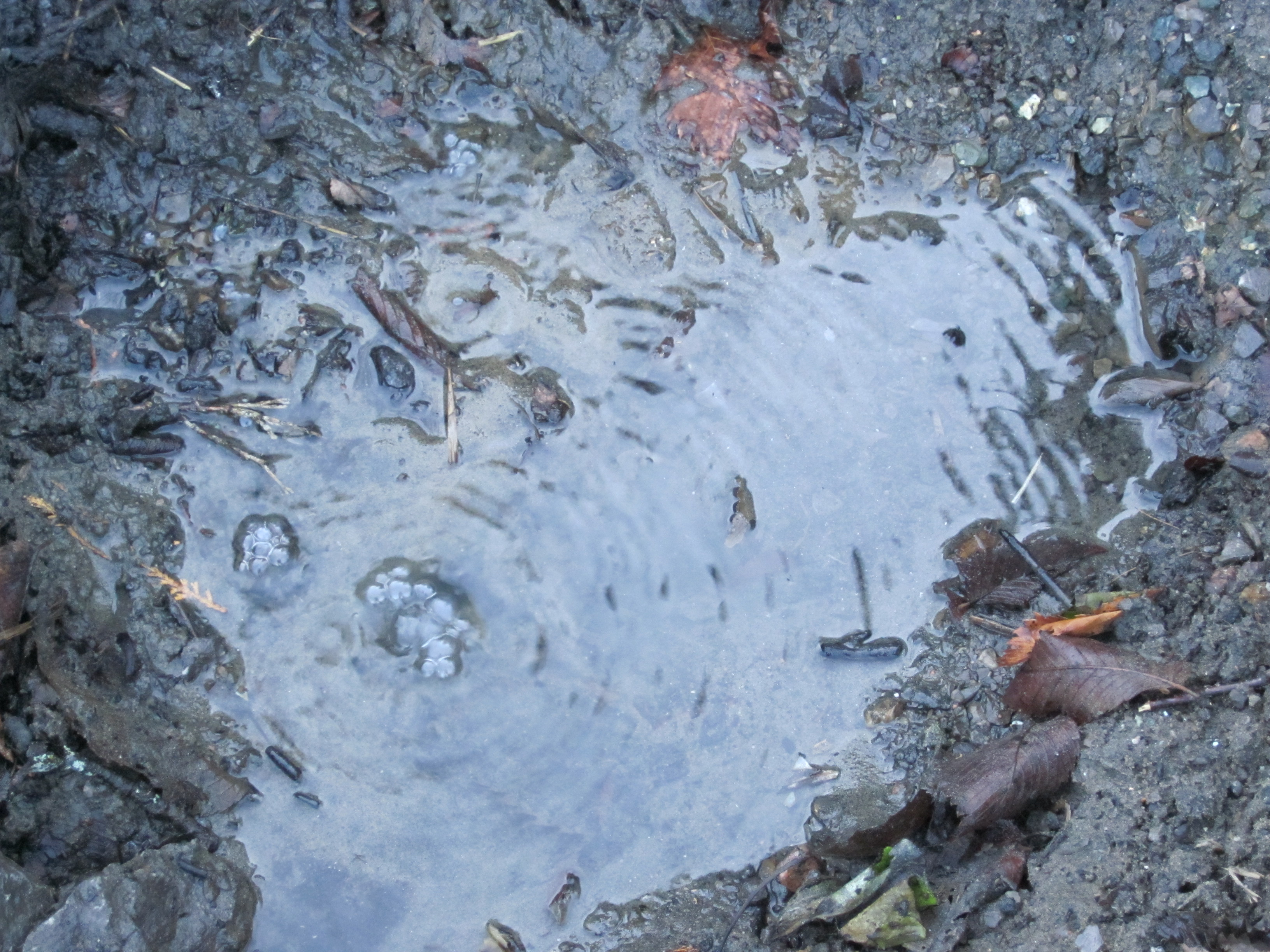
Fontaine du Diable.
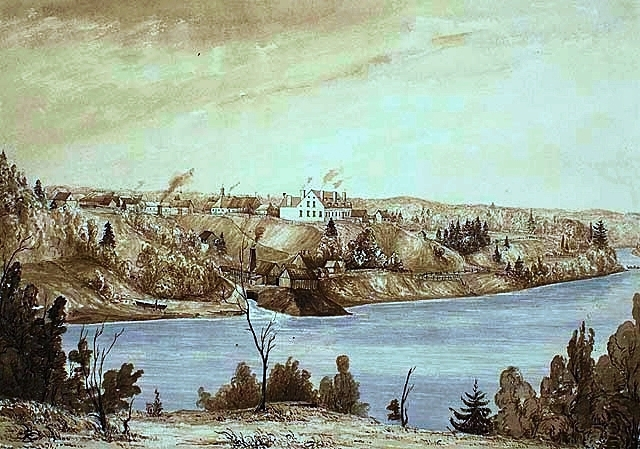
George Seton (1819-1905).
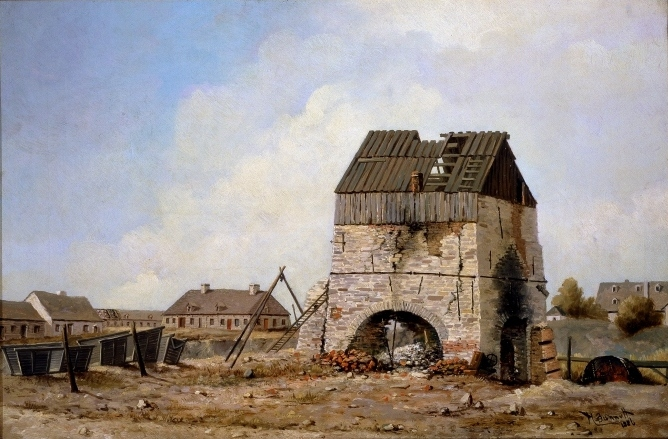
Henry Richard S. Bunnett, 1886.